# The Onyx Hotel Tour
The Onyx Hotel Tour – piąta trasa koncertowa amerykańskiej piosenkarki Britney Spears promująca jej czwarty album In the Zone.
Trasa rozpoczęła się występem w San Diego (Kalifornia, USA) 2 marca 2004 r. Britney na tournée zarobiła ponad 45 miliony dolarów, występy w Ameryce i Europie obejrzało ponad 600 tysięcy widzów. Trasa przewidywała 110 występów w Ameryce i Europie,przewidywany zarobek z trasy miał wynosić 130mln dolarów. 58 występów zostało odwołanych z powodu kontuzji kolana wokalistki. Odbyło się 26 występów w Północnej Ameryce oraz 29 w Europie
Jednym z najważniejszych występów podczas trasy był występ w Miami, wtedy był kręcony program "Showtime!" dla telewizji z zapiskiem występu. Pokaz ten nie został wydanym na żadnym DVD wokalistki.
Kilka koncertów odbywających się w Europie można obejrzeć w reality show Britney Spears "Britney & Kevin Chaotic".

## Support
1. Kelis
2. Skye Sweetnam
3. JC Chasez
4. Wicked Wisdom
5. Eamon

## Program występów
Wideo – wprowadzenie: Onyx Hotel Lobby
- "Toxic"
- "Overprotected"
- "Boys"
- "Showdown"

Wprowadzenie wideo: Mystic Lounge
- "…Baby One More Time"
- "Oops!... I Did It Again"
- "(You Drive Me) Crazy"

Wprowadzenie wideo: Mystic Garden
- "Everytime"
- "The Hook Up"
- "I’m a Slave 4 U"

Wprowadzenie wideo: The Onyx Zone
- "Shadow"

Wprowadzenie wideo: The Onyx Hotel's Security Cameras
- "Touch of My Hand"
- "Breathe on Me"
- "Outrageous"

W Klubie
- "(I Got That) Boom Boom"

Opuszczenie hotelu
- "Me Against the Music"